# Hiroshi Futami
Hiroshi Futami (jap. 二見 宏志 Futami Hiroshi; ur. 20 marca 1992) – japoński piłkarz występujący na pozycji obrońcy. Obecnie występuje w Shimizu S-Pulse.

## Kariera klubowa
Od 2013 roku występował w klubach Vegalta Sendai i Shimizu S-Pulse.